# Anatoliki Mani
Anatoliki Mani (gr. Δήμος Ανατολικής Μάνης, Dimos Anatolikis Manis) – gmina w Grecji, w administracji zdecentralizowanej Peloponez, Grecja Zachodnia i Wyspy Jońskie, w regionie Peloponez, w jednostce regionalnej Lakonia. Siedzibą gminy jest Jitio, a siedzibą historyczną jest Areopoli. W 2011 roku liczyła 13 005 mieszkańców. Powstała 1 stycznia 2011 roku w wyniku połączenia dotychczasowych gmin: Jitio, Sminos, Itilo i Anatoliki Mani.